# Петер Клоуда
Петер Клоуда (словац. Peter Klouda; 1 червня 1978, м. Попрад, ЧССР) — словацький хокеїст, центральний нападник. 
Виступав за ХК «Пухов», «Квебек Ремпартс» (QMJHL), ХК «Попрад», МсХК «Жиліна», ХКм «Зволен», ХК «Пардубиці», ХК «Еребру», «Слован» (Братислава).
У складі національної збірної Словаччини провів 4 матчі.
Срібний призер чемпіонату Словаччини (2011).